# 琵琶湖鉄道汽船100形電車
| 琵琶湖鉄道汽船100形 | 琵琶湖鉄道汽船100形                                              |
| ------------------- | ---------------------------------------------------------------- |
| 定員                | 座席38人 計100人                                                 |
| 全長                | 14,990mm（新造時車体長） 15,650mm（更新後連結面間）              |
| 全幅                | 2,615mm                                                          |
| 全高                | 4,000mm（ポール下降時）                                          |
| 自重                | 29.9t                                                            |
| 軌間                | 1,435mm                                                          |
| 電気方式            | 直流 600 V                                                       |
| 台車形式            | 日立製作所MI                                                     |
| 主電動機            | 日立製作所HS-354-A ×2                                            |
| 1時間定格出力       | 82.0kW ×2                                                        |
| 駆動装置            | 吊り掛け式                                                       |
| 歯車比              | 55:20 (2.75)                                                     |
| 定格引張力          | 1,500kg                                                          |
| 制御方式            | 電空カムスイッチ式抵抗制御 （自動加速式）                        |
| 制御装置            | 日立製作所PR-100                                                 |
| 制動方式            | SME非常弁付き直通ブレーキ、手ブレーキ                            |
| 製造所              | 日本車輌製造本店                                                 |
| 製造初年            | 1928年                                                           |
| 製造両数            | 12両                                                             |
| 備考                | 京阪電気鉄道 (1980) 『ミニ・ヒストリー 京阪電車・車両70年』p. 15 |

琵琶湖鉄道汽船100形電車（びわこてつどうきせん100がたでんしゃ）は琵琶湖鉄道汽船が製造し、後に京阪電気鉄道が保有した通勤形電車。大津電車軌道 → 琵琶湖鉄道汽船が現在の石山坂本線の三井寺 - 坂本（現：坂本比叡山口）間を段階的に開通させたのに合わせ、1927年（昭和2年）に日本車輌製造本店にて製造された。琵琶湖鉄道汽船の京阪電気鉄道への合併後は800型（初代）に改形式された。

## 概要
1927年、京都電燈との間での経営権争奪戦の末に京津電気軌道を合併し、しかも太湖汽船のライバル会社だった湖南汽船を傘下に収めて琵琶湖への進出を強めていた京阪電気鉄道への対抗策として、三井寺 - 石山（現・石山寺）間を運行していた大津電車軌道と、国鉄の連絡船以来の伝統を持つ太湖汽船、さらに新八幡（現・近江八幡） - 新八日市間を運行していた湖南鉄道が合併して琵琶湖鉄道汽船が誕生した。
これに先立つ時期、大津電車軌道は近隣の江若鉄道線に対抗して既存路線を北に延長する計画を進めていたが、これを継承した琵琶湖鉄道汽船では計画をさらに拡大、同線を堅田 - 浜大津 - 草津間を結ぶ、つまり琵琶湖南岸を半周する本格的な高速電気鉄道へ転換することを目論んだ。
この計画は同時代の電気鉄道計画の例に漏れず、アメリカのハイスピード・インターアーバンに範を求めており、第一期線となる三井寺以北の新線区間は従来とは全く異なる直線主体の線形が与えられた。
また、架線もパンタグラフ集電に対応し、高速運転に対応するシンプル・カテナリ方式とされており、各駅のプラットホームもすべて高床式とされるなど、低速の市内電車の域を出なかった既存線とは一線を画する、明確に都市間高速電気鉄道を指向する高規格路線として完成した。
この新路線に投入されたのが100形である。路線開業にあわせ、1927年2月に名古屋の日本車輌製造本店でNos.101 - 112の12両が一挙に製造された。建造費は1両あたり2万5000円であり、12両で30万6000円にも達した。

## 車体
車体中央部の垂下（スウェイダウン）を矯正するためのトラス棒と呼ばれる鋼棒と、クイーンポストと呼ばれる2本の柱を組み合わせ、中央のターンバックルで緊結するトラス構造を床下に備える、典型的な木造車である。
大正時代に関西私鉄で一世を風靡した卵形と呼ばれる流線形構造ではなく、緩やかな曲面を描く妻面を備える一般的な箱形構造で、屋根も側面に明かり取り窓を設けた二重屋根（ダブルルーフ）ではなく、浅い丸屋根となっており、扉や窓の隅部を曲線でつないだ造形処理と相まって、近代的かつ優美なデザインとなっている。
これは車体長14,990mm、車体幅2,465mmと設計当時の地方私鉄向け中形電車の一般的な寸法のものであるが、側面の窓配置がdD(1)5D(1)4(1)Dd（d：乗務員扉、D：客用扉、(1)：戸袋窓、数字：窓数）、と乗務員扉を設置した配置となっている。
側窓は扉窓・戸袋窓を除き全て1段下降式で、各戸袋窓には磨りガラスが填められ、扉間には窓の下部に2本の保護棒が通されている。
客用扉は1,000mm幅の片引き戸でドアエンジンは未設置である。
妻面の窓数は一般的な3枚構成で全て1段窓とし、貫通路はなく、幅の狭いアンチクライマーを裾部に備え、前照灯は灯具を屋根上中央に各1基搭載し、尾灯は車掌台寄り窓下に1基のみ搭載、となっている。
車内は中央の客用扉を境界として転換クロスシートとロングシートが前後の扉間で千鳥に配置される、独特の座席配置となっている。
通風装置はガーランド式通風器を屋根上左右に各1列、6基搭載しており、左右の列の間にはランボードが設置されている。
なお、塗装は黒に近い焦げ茶1色塗りである。

## 主要機器
電装品も台車も、全て日立製作所の製品が採用されている。

### 主電動機
日立製作所HS-354-Aを各台車の車端部寄りの軸、つまり第1と第4軸に吊り掛け式で装架する。歯数比は55:20=2.75、全負荷時定格速度は39.5km/h、定格牽引力は1,500kgである。

### 主制御器
開業時には単行運転のみが計画されていたが、将来の発展を考慮して連結運転に対応した間接制御器が採用されている。
主制御器は日立製作所PR-100電空カム軸式制御器で、設計時点では最新の自動加速制御機構を備えている。

### 台車
台車はアメリカ・ボールドウィン社のボールドウィンA形をデッドコピーした、形鋼組み立て釣り合い梁式台車である日立製作所MIが装着されている。
モデルとなったのは軸距78インチのBW-78-25Aで、そのためこの台車も軸距1,980mmとなっている。

### ブレーキ
連結運転は考慮されていたが、輸送需要から長大編成への対応は必要ないと判断され、2両ないしは3両編成での運転に対応するSME非常直通ブレーキが採用されている。

### 集電装置
高速運転に対応する日立製作所製大型菱枠パンタグラフを1基搭載する。

## 運用

### 琵琶湖鉄道汽船時代
新規開業線区である三井寺 - 坂本間で専用形式として運用された。1928年夏には2両を改造して車内中央にテーブルを設置し、軽食類の提供に加え芸者を乗せた「カフェー電車」の運行もおこなっている。
だが、この路線はすでに江若鉄道が並行して営業を行っていた区間に建設された上に、上記の通り直線のルートを取り、集落からはずれた場所を通っていたため、利用客の少なさに直面した。
しかも、高規格路線専用設計の100形はその集電装置や床の高さから三井寺以南への直通ができなかったため、乗客は三井寺で乗換を余儀なくされるという営業上致命的な問題を抱えており、本形式は稼働率の低さから「無用の長物」と評される有様であった。小川功は、ライバルの江若鉄道を意識した「過剰投資」だったのではないかと指摘している。
こうして琵琶湖鉄道汽船は新線開業に伴う投資を回収できない苦境に立たされ、ついに1929年（昭和4年）4月11日、事実上京阪に吸収される形で同社と合併した。

### 京阪電気鉄道時代（戦前）
京阪電気鉄道との合併後、しばらくはそのままの形態での運用が続いた。
しかし、乗客の少ない閑散線区に中形ボギー車12両の配置はいかにも過大であり、そのため京阪線へ101 - 108の8両を移管することが計画された。京阪の技術陣は「支線には勿体ないほどの優秀な車両」と評していたという。
1929年（昭和4年）9月にまず101 - 106の6両が守口工場へ回送され、大阪市内には併用軌道区間があったことから軌道法の規定に従い、床下両端部にロックフェンダー式排障器を装着、屋根上のパンタグラフを撤去して前後にトロリー・ポールを設置、屋根上の前照灯も撤去された。こうして1930年1月より京阪線での運用が開始されたが、既存の100型と形式が重複することから翌1930年（昭和5年）2月にまず101 - 106について800型801 - 806へ改形式・改番された。これらは天満橋 - 守口（現・守口市駅）間の区間運用を主体に、全線で運用されている。1931年（昭和6年）7月19日801-802の急行が伏見稲荷駅南側の京都市電稲荷線との平面交差で衝突事故を起こし京都市電が全損、京都市への代物弁済として石山坂本線の80型 (初代)89号が譲られている。 
京阪線に転籍した6両は、当初塗装が焦げ茶のままであったが、これは検査時などに京阪線標準の濃緑色へ塗り替えられた。また、1932年（昭和7年）10月15日の集電装置切り替えの際には、経緯は不明であるが、従来のパンタグラフ設置位置とは反対側の位置に東洋電機製造製菱枠パンタグラフを搭載、連結運転を実施するためにマルコ型自動連結器が搭載され、排障器が連結器下に装着された。
一方、石山坂本線となった旧琵琶湖鉄道汽船線については、三井寺以南と以北の区間の運用を一元化することとなり、架線をトロリー・ポール集電対応に張り替え、三井寺以南で運行されていた路面電車スタイルの車両を坂本まで運行するよう改めた。
その際、本形式の残存車6両についても京阪線用と同じくパンタグラフを撤去してトロリー・ポール搭載に改められた。もっとも、こちらは前照灯は従来通り屋根上に搭載し、連結器を装着せずに大型の排障器を搭載しており、京阪線の同型車とは異なった外観となっている。
なお、これら6両についてもこの集電装置変更と前後して1931年5月に800型807 - 812へ改形式・改番されている。
その後、1935年3月に811・812が守口工場へ送られ、801 - 806と同一仕様に改造されて807・808へ改番、入れ替わりに従来の807・808が811・812へ改番された。
同じ1935年の2月から3月にかけて、801 - 806が片運転台化されており、京阪線へ転入した807、808についても同様に片運転台化されている。さらに1939年10月より京阪線所属車について座席の全ロングシート化工事が開始され、1940年7月までに801 - 808の改造が完了している。
一方、石山坂本線に残存していた809 - 812についても、戦時中の輸送事情悪化でより大型の車両を京阪線に投入することになり、京阪線所属の100型4両と交換する形で1940年2月に京阪線へ移管され、パンタグラフ集電への再改造と片運転台化、ロングシート化、それに柴田式自動連結器の搭載が行われた上で、同年4月より京阪線での運用を開始している。

### 京阪神急行電鉄時代
戦時中の酷使と部品不足は、京阪線では機器面で異端形式であり、しかも木造車体の本形式を特に厳しく疲弊させていた。
1943年（昭和18年）以降1949年（昭和24年）まで、本形式は常時3両から4両が長期休車とされ、主電動機などの供出によるいわゆる共食い整備の犠牲となった。しかも1946年8月1日、天満橋駅構内で起きた脱線転覆事故で807が復旧不能状態に追い込まれ、書類上は別として実質的にはそのまま廃車解体、以後本形式は11両体制となった。
こうして荒廃した本形式の整備は1946年（昭和21年）から開始され、ナニワ工機で一旦車体を総ばらしし、腐朽部材を新製部材に交換して再度各部を締め直す締め替え工事と、各客用扉へのドアエンジン設置、老朽化が進んでいた配線の引き直し、尾灯の増設工事などが1949年（昭和24年）までに実施された。

### 京阪電気鉄道時代（戦後）
その後は、長らく京阪線で普通列車を中心に基本的に2両編成、両運転台で両端にジャンパ線を設置する808を組み込んだ編成に限りラッシュ時に3両編成で運用され、1959年（昭和34年）には810 - 812の運転台側にジャンパ線を追加、ラッシュ時に複数編成で3両編成を組成可能なように変更された。
その間、ラッシュ時対策として天井への扇風機の設置が実施され、さらに808以降については室内灯の蛍光灯化も実施された。だが、京阪線では淀屋橋地下線開業に伴い車両の不燃化対策と貫通路の整備が求められたことから、非貫通構造でしかも木造の本形式については地下線が開業した1963年（昭和38年）に京阪線での運用が終了、以後本形式は3両編成を組んで主に交野線専用となった。
最終的に製造から40年が迫り、老朽化が進んだことから、1966年（昭和41年）から1967年（昭和42年）にかけて全車廃車となった。
本形式の廃車後、台車・主電動機をはじめとする機器は石山坂本線用として新造された350型に流用され、いわば里帰りを果たした形となっている。また、後年になって同じ800という車両形式が、石山坂本線こそ回送や試運転での入線のみで営業運転はしないものの、やはり大津線用として製造されたセミクロスシート車（800系）に継承されている。